# Daniel Buder

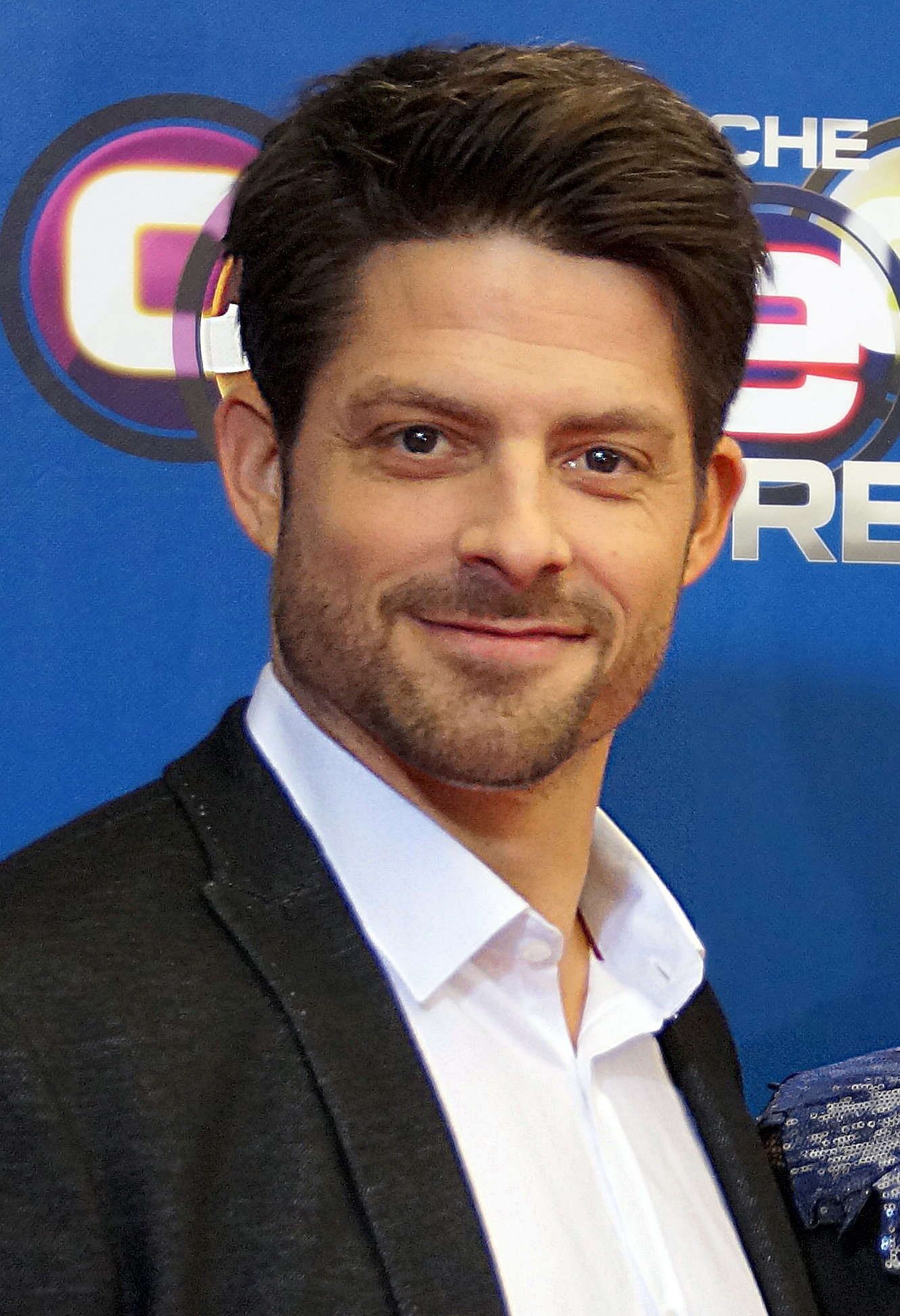
Daniel Buder (2016)

Daniel Buder (* 3. Juli 1977 in Kronberg im Taunus) ist ein deutscher Schauspieler.

## Leben
Buder wuchs im Taunus und in Ingelheim am Rhein auf. Er begann nach dem Abitur zunächst eine Ausbildung zum Versicherungskaufmann. Die Liebe zur Schauspielerei entdeckte Daniel Buder während eines einjährigen Auslandaufenthaltes als Animateur auf Korfu. Von 1999 bis 2003 arbeitete er als Versicherungskaufmann. Ab 2002 besuchte er Schauspielworkshops. Ein weiterer 18-monatiger Auslandsaufenthalt als Animateur in Andalusien brachte die Entscheidung für den Schauspielberuf.
Während der Ausbildung zum Schauspieler an der Film Acting School Cologne erhielt Daniel Buder seine erste Hauptrolle in Playlist, einem Diplomfilm der Fachhochschule Dortmund von Martin von der Ohe. Wenig später folgte die Hauptrolle im Kinofilm crash kids von Raoul W. Heimrich. Danach spielte er als Markus Brühl in der Sat1-Serie Klinik am Alex, die nach fünf Folgen wieder aus dem Programm genommen wurde. Seit April 2007 arbeitet er mit Niki Drozdowski in der gemeinsamen Firma Cinema Ergo Sum Filmproduktion zusammen.
2009 begannen die Dreharbeiten zu dem Zombiefilm Extinction - The G.M.O. Chronicles, in dem er die Hauptrolle spielte. Die Premiere des Films fand am 28. Oktober 2011 bei den Hofer Filmtagen statt.
2011 spielte er in der ZDF-Serie Herzflimmern den Assistenz Arzt Dr. Daniel Lechner. Er blieb dem ZDF treu und drehte im Jahr 2012 den Rosamunde-Pilcher-Spielfilm Die Frau auf der Klippe und im Jahr 2013 Das Traumschiff – Perth. Diverse Serienauftritte folgten, z. B. in Soko 5113, Marie Brand, Herzensbrecher oder Weissblaue Geschichten.
Vom 12. Dezember 2013 bis zum 27. Juni 2014 verkörperte er in der ARD-Telenovela Sturm der Liebe die Nebenrolle des Hubschrauberpiloten Daniel Brückner.
Von September 2016 bis Februar 2018 spielte er in der RTL-Soap Alles was zählt die Rolle des Vincent Thalbach. Darüber hinaus spielt er seit 2017 die Nebenrolle des René in der SR-Serie Unter Tannen.

## Filmografie

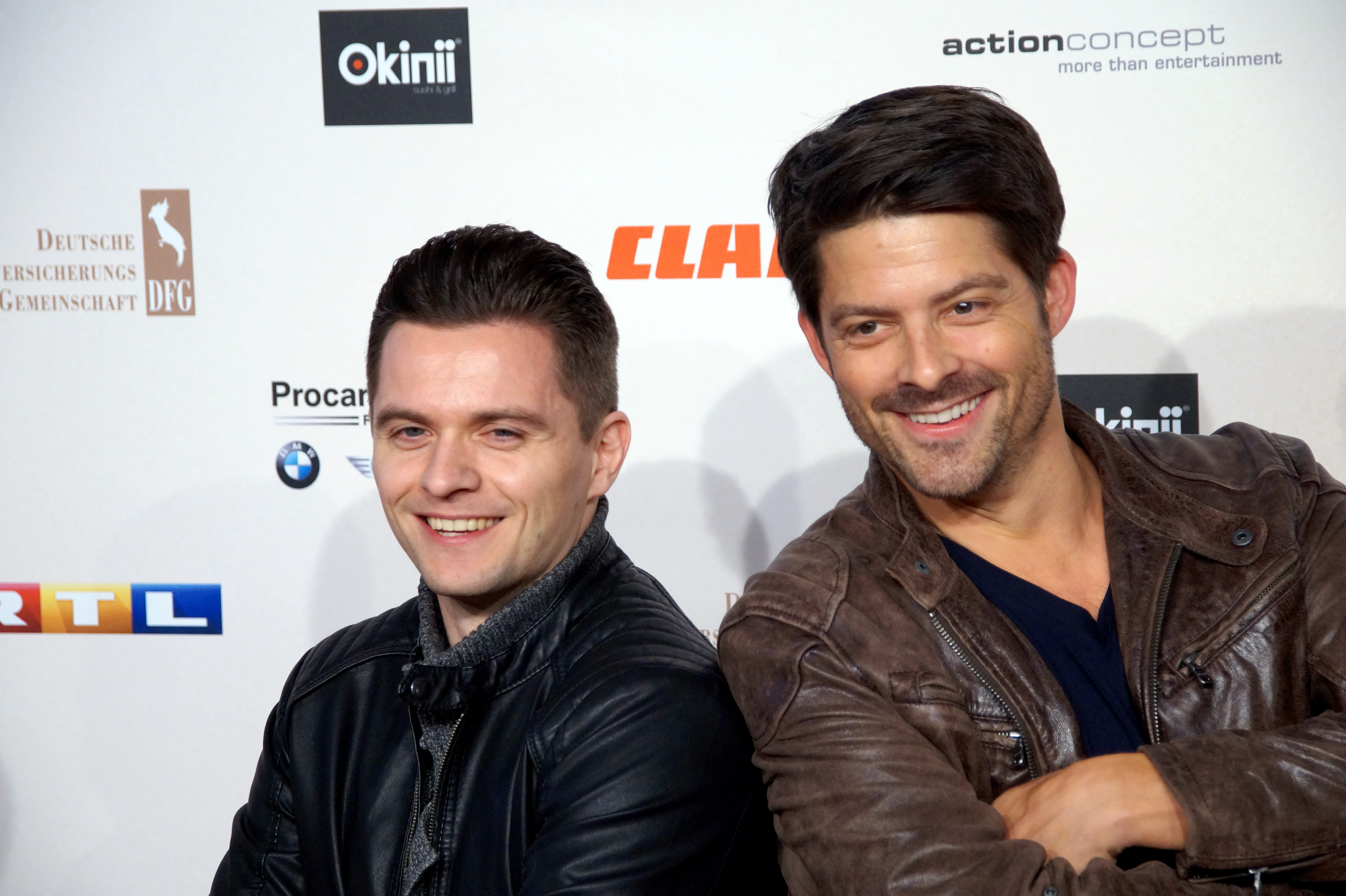
Bejo Dohmen und Daniel Buder bei der Premiere von der 300. Folge Alarm für Cobra 11, April 2016

- 2005: Playlist (Kino), Regie: Martin von der Ohe
- 2006: crash kids (Kino), Regie: Raoul W. Heimrich
- 2006: Wilsberg – Tod auf Rezept
- 2008: Marie Brand und der Charme des Bösen
- 2008–2009: Klinik am Alex
- 2010: Alarm für Cobra 11 – Die Autobahnpolizei – Der Prüfer
- 2011: Extinction – The G.M.O. Chronicles, Regie: Niki Drozdowski
- 2011–2012: Herzflimmern – Liebe zum Leben, Regie: Oliver Vogel
- 2011: Marie Brand und der Moment des Todes
- 2012: MEK 8
- 2013: Rosamunde Pilcher – Die Frau auf der Klippe
- 2013–2014: Sturm der Liebe
- 2014: Das Traumschiff – Perth
- 2014: Marie Brand und das Mädchen im Ring
- 2015: Herzensbrecher – Vater von vier Söhnen – Mit Dank zurück
- 2016: Marie Brand und die Spur der Angst
- 2016–2018: Alles was zählt
- 2016: Das Traumschiff – Kuba
- 2017: Marie Brand und der Liebesmord
- 2017–2019: Unter Tannen
- 2019: Väter allein zu Haus: Gerd
- 2019: Väter allein zu Haus: Mark
- 2023: Da hilft nur beten!
- 2023: Inga Lindström: Einfach nur Liebe
- seit 2024: Die Spreewaldklinik (Fernsehserie)

## Moderation, Hörbuch, Podcast
- 2005: Moderation der Kindersendung PUR an der FH Wiesbaden
- 2006: Hauptrolle Hörbuch Die Posaunen von Jericho, Rollen: Sem und Barak, Regie: Uli Beck
- Seit März 2020 veröffentlicht Buder seinen eigenen Podcast PapaPodcast auf RTL+ Musik.